# Delta Aquilae
Delta Aquilae (δ Aquilae/ δ Aql) è una stella della costellazione dell'Aquila. Essa è anche conosciuta con il nome tradizionale di Denebokab, Deneb Okab (dall'arabo ar, ḏanab al-ʿuqāb, « la coda dell'aquila »), Song e Sung (in cinese 宋朝, Sung, designante la dinastia Song).
Fino all'inizio del XIX secolo era ritenuta parte della costellazione di Antinoo, oggi considerata obsoleta, situata a sud dell'Aquila.

## Osservazione

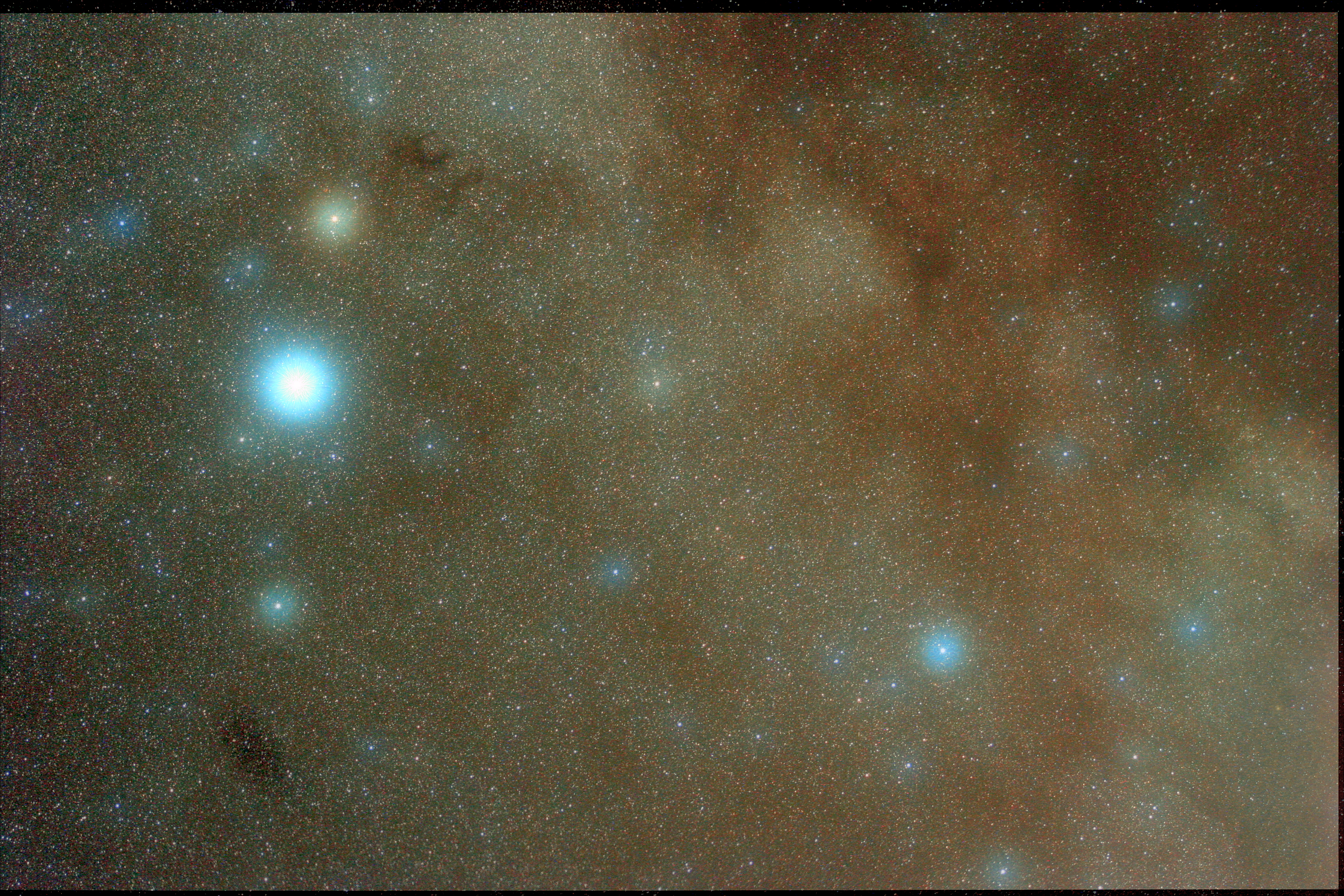
In questo campo stellare sono facilmente riconoscibili l'asterismo formato da Altair, Tarazed e Alshain (sulla sinistra dell'immagine) e, che brilla solitaria alla sua destra.

Si tratta di una stella situata nell'emisfero celeste boreale, ma molto in prossimità dell'equatore celeste; ciò comporta che possa essere osservata da tutte le regioni abitate della Terra senza alcuna difficoltà e che sia invisibile soltanto nelle aree più interne del continente antartico. Nell'emisfero nord invece appare circumpolare solo molto oltre il circolo polare artico. Essendo di magnitudine 3,4, la si può osservare anche dai piccoli centri urbani senza difficoltà, sebbene un cielo non eccessivamente inquinato sia maggiormente indicato per la sua individuazione.
Il periodo migliore per la sua osservazione nel cielo serale ricade nei mesi compresi fra fine giugno e novembre; da entrambi gli emisferi il periodo di visibilità rimane indicativamente lo stesso, grazie alla posizione della stella non lontana dall'equatore celeste.

## Caratteristiche
Delta Aquilae è un sistema stellare triplo situato ad una distanza di 50,1 ± 0,6 anni luce dalla Terra. Si tratta di una stella subgigante gialla di classe F0 IV (temperatura effettiva 7610 K) di magnitudine apparente +3,36; possiede un raggio 1,5 volte quello solare, una massa 1,65 volte superiore ed una luminosità
8,9 volte maggiore di quella della nostra stella, mentre la sua radiazione è 1,5 volte più grande di quella solare. Delta Aquilae è anche variabile del Gamma Doradus, con un unico periodo misurato di 1,045 gironi e una variazione di magnitudine di solo 0,01.
Delta Aquilae sembra essere una binaria astrometrica, vale a dire che il suo movimento perturbato può essere dovuto a una vicina compagna. La componente secondaria della binaria, di magnitudine 10,9, si troverebbe a 0,9 UA dalla principale e le orbiterebbe attorno in 3,422 anni. La componente visibile pare essere anche una binaria spettroscopica, con un periodo orbitale di 3,77 ore.
In una pubblicazione del 2008 di Klaus Fuhrmann e colleghi, Delta Aquilae B viene classificata come una nana arancione di tipo spettrale K, con una massa 0,65 volte quello del Sole ed un raggio di 0,61 raggi solari.